# Peter Gilsfort
Peter Eric Gilsfort (født 19. april 1958 i Malling) er en dansk skuespiller.

## Biografi
Peter Gilsfort blev uddannet på Aarhus Teaters skuespillerskole i 1980, og han var i de næste ti år ansat ved samme teater. Her spillede han med i en lang række forestillinger inden for mange forskellige genrer. Han fik blandt andet store roser for sin præstation i titelrollen i opsætningen af Henrik Pontoppidans roman Lykke-Per. I 1991 blev han ansat på Det Kongelige Teater, hvor han også spillede en række varierende partier, som en del af teatrets ensemble indtil 2013. Han har endvidere optrådt på andre københavnske scener, blandt andet Det Ny Teater og Rialto. Han er far til filmproducer Sophie Gilsfort.
Ved siden af teateret er det blevet til forskellige optrædener i spillefilm og tv-produktioner.

## Filmografi

### Spillefilm
- Midt om natten (1984)
- Sort høst (1993)
- Riget (1994 / 1997)
- Elsker, elsker ikke (1995)
- Den blå munk (1998)
- Et rigtigt menneske (2001)
- Tempelriddernes skat III (2008)
- Monsterjægerne (2009)
- Hvidsten Gruppen (2012)

### Tv-produktioner
- Madsen og co.
- Charlot og Charlotte
- TAXA
- Hvide løgne
- Dybt vand
- Jul på Kronborg
- Forbrydelsen
- Livvagterne
- 1864
- Badehotellet
- Bedrag
- Pigerne fra Englandsbåden